# Джордж Лендеборг (молодший)
Джордж Лендеборг (англ. Jorge David Lendeborg Jr.; 21 січня 1996, Санто-Домінго) — американський кіноактор і комік домініканського походження.

## Біографія
Народився 21 січня 1996 року у місті Санто-Домінго, що в Домініканській Республіці.
Джордж дебютував на телебаченні у 2014 році епізодичною роллю в серіалі «Грейсленд». Першою серйозною роллю в повнометражному кіно стала головна роль у фільмі «Земля», що вийшов на екрани у серпні 2016 року. Наступного року він з'явився одразу у кількох гучних фільмах-прем'єрах — «Ведмідь із Бріґсбі», «Постріл» і в 16-му фільмі кіновсесвіту Marvel — «Людина-павук: Повернення додому», де зіграв Джейсона Іонелло, антагоніста головного героя у місцевій школі.
У 2018 році Лендеборг зіграв у Ніка Існера, найкращого друга головного героя у драмі «З любов'ю, Саймон», а також Мемо, сусіда головної героїні, закоханого в неї, у фантастичному бойовику «Бамблбі».
У 2019 році відбулася прем'єра науково-фантастичний фільму «Аліта: Бойовий ангел», де він отримав одну з ролей.

## Фільмографія

### Телебачення
| Рік  | Фільм                                           | Оригінальна назва                                    | Роль    |
| ---- | ----------------------------------------------- | ---------------------------------------------------- | ------- |
| 2014 | Грейсленд (2-й сезон) епізод 4 «Чарівний номер» | англ. Graceland Episode «Magic Number»               | Чіуауа  |
| 2019 | Ву-Тан: Американська сага (1-й сезон) 3 епізоди | англ. Wu-Tang: An American Saga                      | син Джа |
| 2020 |                                                 | англ. Day by Day Episode «Would You Care if I Left?» | Ноа     |

### Кіно
| Рік  | Фільм                           | Оригінальна назва               | Роль            |
| ---- | ------------------------------- | ------------------------------- | --------------- |
| 2016 | Земля                           | англ. The Land                  | Сіско           |
| 2017 | Ведмідь із Бріґсбі              | англ. Brigsby Bear              | Спенсер         |
| 2017 | Людина-павук: Повернення додому | англ. Spider-Man: Homecoming    | Джейсон Іонелло |
| 2017 | Постріл                         | англ. Shot                      | Мігель          |
| 2018 | З любов'ю, Саймон               | англ. Love, Simon               | Нік Існер       |
| 2018 | Бамблбі                         | англ. Bumblebee                 | Мемо            |
| 2019 | Аліта: Бойовий ангел            | англ. Alita: Battle Angel       | Танджі          |
| 2019 | Людина-павук: Далеко від дому   | англ. Spider-Man: Far From Home | Джейсон Іонелло |
| 2020 | Критичне мислення               | англ. Critical Thinking         | Іто Паніагуа    |
| 2021 | Блаженство                      | англ. Bliss                     | Артур Віттл     |
| 2021 | Бугі                            | англ. Boogie                    | Річі            |
| 2021 | Ікла ночі                       | англ. Night Teeth               | Бенні Перес     |
| 2022 | Американська різанина           | англ. American Carnage          | Джей Пі         |